# كأس تونس لكرة القدم الخماسية
كأس تونس لكرة القدم الخماسية أو كرة قدم الصالات هي بطولة تونسية تأسست عام 2010

## الفرق
- نادي كرة قدم الصالات، ببوجعفر
- الجمعية البلدية، بالمرسى
- نادي كرة قدم الصالات، لحمام سوسة
- رياض، سوسة
- أولمبيك، بني خيار
- الجمعية الرياضية، عجيل
- المستقبل الرياضي، الرادسي
- الأمل الرياضي، بحمام سوسة
- الجمعية الرياضية، مليتة جربة
- القيروان للرياضة والفنون

## سجل البطولات
- 2009-2010 : نادي الخطوط التونسية
- 2010-2011 : نادي كرة قدم الصالات حمام سوسة
- 2011-2012 : نادي كرة قدم الصالات ببوجعفر
- 2012-2013 : نادي كرة قدم الصالات ببوجعفر
- 2013-2014 : نادي كرة قدم الصالات حمام سوسة
- 2014-2015 : الجمعية البلدية بالمرسى
- 2015-2016 : النادي الرياضي لمقرين شاكر
- 2016-2017 : نادي كرة قدم الصالات ببوجعفر